# Charanyca oculata
Charanyca oculata är en fjärilsart som beskrevs av Wihan. Charanyca oculata ingår i släktet Charanyca och familjen nattflyn. Inga underarter finns listade i Catalogue of Life.